# Shade Empire
Shade Empire — финская симфоник-блэк-метал-группа из Кулио, основанная в 1999 году.

## История
Группа была сформирована в финском городке Куопио в конце 1999 года. На тот момент в группе было всего три участника: Juha Sirkkia, Eero Mantere и Antti Makkonen. Поиграв несколько месяцев, они почувствовали себя способными на запись демонстрационного CD. Выпущенное в начале 2000 года демо Throne Of Eternal Night, несмотря на не самое лучшее звучание, получило очень неплохие отклики в андеграунде. В июне 2001 года слушатели получили возможность ознакомиться со вторым демо Shade Empire Daemon. Несмотря на то, что эта запись вызвала гораздо больший энтузиазм, чем Throne Of Eternal Night, ни одна рекорд-компания не заинтересовалась музыкой коллектива. Все же они приступили к записи ещё одного демо. На этот раз, рассылая диск Essence Of Pain лейблам, они снабдили его массой сопутствующих материалов — видео, биография, фотографии, прилагались оба предыдущих демо. В результате 13 сентября 2002 года они подписывают контракт с Avantgarde Records.
Свой дебютный альбом группа записала в студии Perkele, мастеринг был проведен в Finnvox. Sinthetic был выпущен 29 марта 2004-го. В 2006-м группа подписала контракт с Dynamic Arts Records. 10 мая того же года был выпущен сингл Slitwrist Ecstasy, а спустя 10 дней — второй альбом Intoxicate O.S.. После выпуска альбома группа выступала на различных финских рок-мероприятиях, таких как Jörisrock и Qstock. В том же году Shade Empire отыграли свой первый концерт вне Финляндии (Берлин, Германия).
Сейчас коллектив ведёт тур в поддержку своего пятого альбома с новым вокалистом. Сам альбом будет выпущен 30 июня.

## Состав

### Текущий состав
- Henry Hämäläinen — вокал (с 2017)
- Юка Сиркиа — гитара (с 1999)
- Aapeli Kivimäki — гитара (с 2014)
- Олли Саволайнен — синтезаторы (с 1999)
- Эро Мантере — бас (с 1999)
- Эрно Разане — ударные (с 2007)

### Бывшие участники
- Антти Макконен — ударные (1999—2006)
- Теро Лииматайнен — гитара (1999)
- Janne Niiranen — гитара (1999—2013)
- Юка Хэрью — вокал (1999—2017)

## Музыкальный стиль
Стиль коллектива на первых двух полноформатных альбомах представлял собой симфонический блэк-метал с обильным использованием электроники и элементов индустриальной музыки. На третьем альбоме Zero Nexus группа сформировала более интенсивное, но в то же время несколько экспериментальное звучание, привнеся в музыку элементы дэт-метала, чистый женский вокал и нетипичные инструменты (саксофон).
На последнем альбоме группа вернулась к раннему звучанию в духе блэк-метала, но с большим количеством акустических и симфонических вставок. Что положительно повлияло на продажи альбома и на его рецензии.

## Дискография
Альбомы
- Sinthetic (2004, Dynamic Arts Records)
- Intoxicate O.S. (2006, Dynamic Arts Records)
- Zero Nexus (2008, Dynamic Arts Records)[1]
- Omega Arcane (2013, Candlelight Records)[2]
- Poetry Of The Ill-Minded (2017, Candlelight Records)
- Sunholy (2023, Candlelight Records)

Синглы, EP и демо
- Throne of Eternal Night (2000, demo)
- Daemon (2001, demo)
- Essence of Pain (2002, demo)
- Slitwrist Ecstasy (2006, EP, Dynamic Arts Records)
- Anti-Life Saviour (2017, EP)[3]